# Institut Pouah
L'institut Pouah (hébreu : מכון פועה) est une organisation internationale située en Israël dont la vocation est de venir en aide aux couples souffrant de non-fécondité. L'association Pouah a été fondée en 1990 à la demande du rabbin Mordehaï Eliyahou pour faire le lien entre les couples confrontés aux problèmes de fertilité et l'éthique selon la religion juive. L'institut accompagne les couples dans leurs démarches et leur propose conseil et soutien technique.

## Historique
La procréation médicalement assistée a démarré dans les années 1980 et les différentes communautés religieuses ont réagi différemment face à cette avancée médicale. L'Église catholique romaine, par exemple, est opposée à la plupart des méthodes de procréation médicalement assistée (bien que le Transfert Intratubaire de Gamètes soit toléré, par certains théologiens, à certaines conditions : la fécondation a lieu à l'intérieur du corps de la femme et pas dans une boîte de Petri). Selon l'Église, ces techniques « lèsent le droit de l'enfant à naître d'un père et d'une mère connus de lui et liés entre eux par le mariage. » Dans certains cas bien précis, l'insémination artificielle est permise. La position officielle de l'Église catholique romaine a été exprimée en 1987 dans l'instruction Donum Vitae.
Dans l'islam, la FIV est permise par toutes les autorités si les dons (soit de sperme, d'ovules, d'embryons, ou d'utérus) ne proviennent pas d'un tierce personne. Quant aux dons provenant d'une tierce personne, l'opinion officielle est divisée entre les jurisconsultes sunnites et chiites.  En 1980, le grand cheïkh de l'université al-Azhar, Gad El Hak Ali Gad El Hak, a émis une fatwa au sujet de la PMA. La communauté sunnite, suivant cette fatwa, ne permet pas de dons provenant d'une tierce personne. En 1999, l'ayatollah Seyyed Ali Khamenei, qui est guide suprême pour les musulmans chiites, a émis une fatwa permettant l'emploi des dons provenant d'une tierce partie dans le PMA. Cette fatwa a influencé la communauté sunnite aussi.
Les différentes sommités religieuses du judaïsme ont débattu de ce sujet à la lueur des sources ancestrales israëlites et selon les opinions juridiques de grands rabbins décisionnaires. En général, l'intervention médicale est vue d'une manière favorable dans le judaïsme, y compris les traitements de fécondité, car avoir des enfants fait partie des commandements fondamentaux du judaïsme. La loi juive a toujours été stricte sur plusieurs points concernant la pudeur, la sexualité et la filiation.  Ces nouvelles technologies soulèvent donc des questions éthiques, mais la majorité des rabbins valident ce genre de traitement.
Le rabbin Mordehaï Eliyahou a demandé au rabbin Menahem Burstein de créer une infrastructure qui serait le lien entre le monde médical et le monde religieux en tâchant de clarifier la loi sur ces points.  En 1997, l'institut Pouah a ouvert une section francophone.

## Services
De nombreux couples prennent contact avec l'institut annuellement. Les consultants répondent aux couples afin de les informer et de leur expliquer les traitements. Ils servent d'intermédiaires entre le couple et les plus grandes sommités religieuses et médicales.

## Supervision
De nombreuses erreurs ont été décelées lors de traitement de PMA,. Aussi les sommités rabbiniques, afin d'éviter une éventuelle catastrophe et pour être en phase avec la loi juive, exigent que les manipulations en laboratoire se fassent sous supervision rabbinique. À cet effet, et à la demande du couple à l'Institut Pouah, des laborantines formées aux techniques de PMA assistent et surveillent toutes les phases de la PMA. En Israël, la présence de celles-ci dans les laboratoires est totalement acceptée dans la quasi-totalité des laboratoires. En France, seul un laboratoire parisien accueille cette supervision.
De plus, les couples peuvent bénéficier d'un matériel hermétique qui ne sera ouvert qu'en présence de la personne chargée de la supervision (incubateur, bonbonne de congélation, etc.).

## Formation
L'institut Pouah possède une palette complète de formations dédiées à des publics spécifiques : monde religieux, scientifique, « pureté familiale », préparation au mariage, etc.
Une fois par an, l'institut Pouah organise un congrès qui réunit des intervenants du monde médical et rabbinique. Chacun développe son point de vue sur un sujet précis face à un public diversifié (entre 1 000 et 1 500 personnes).
Les rabbins de l'Institut Pouah en tant que spécialistes en éthique médicale participent aux congrès internationaux d'éthique médicale,.

## Revue d'éthique médicale
L'institut Pouah édite une revue qui s'intitule Science et Éthique. Cette revue, destinée à un large public, porte sur des sujets d'éthique juive. Son rôle est de permettre aux univers religieux et médicaux de se comprendre et cela dans l'intérêt du patient. Les articles sont en ligne sur le site de l'institut Pouah.